# Pyromanen
Pyromanen (norska: Det brenner i natt!) är en norsk film från 1955 med manus och regi av Arne Skouen.

## Handling
Filmen handlar om Tim (Claes Gill), som är korrekturläsare på en tidningsredaktion i Oslo, och som ända sedan barndomen har kämpat för att kontrollera sin pyromani. Bara en annan person känner till hans hemlighet: tidningsredaktören, Tims barndomsvän (Harald Heide Steen). I alla år har de behållit hemligheten för sig själva, tills socialsekreteraren Margrethe (Elisabeth Bang) blir delaktig i den. Hon vill hjälpa Tim komma över sin besatthet, och blir hans förtrogna.

## Om filmen
Pyromanen var Arne Skouens fjärde film. Den fick mycket goda recensioner av kritikerna, som drog paralleller till Alfred Hitchcocks psykologiska thrillers. Filmen tävlade i Filmfestivalen i Cannes 1955.
Claes Gill, som spelar huvudrollen som Tim, var ursprungligen författare, men gav på 1950-talet, efter två prisade modernistiska diktsamlingar, upp den karriären för att skådespela. Pyromanen var hans första film, och en av tre filmer han gjorde tillsammans med Skouen (de andra är Herren och hans tjänare, 1959, och An-Magritt, 1969). De båda hade träffats redan på 1930-talet, då Gill var uteliggare och emellanåt arbetade som just korrekturläsare på Dagbladet, där Skouen arbetade.

## Rollista
- Claes Gill – Tim
- Elisabeth Bang – Margrethe, sosialsekretær
- Harald Heide Steen – Tims barndomsvenn
- Gudrun Waadeland – Korrekturass.
- Thor Hjorth-Jenssen – Journalist
- Helge Essmar – Redaksjonssekretær
- Harald Aimarsen – Redaksjonsmedarb.